# Healdiacypris
Healdiacypris is een geslacht van uitgestorven kreeftachtigen uit de klasse van de Ostracoda (mosselkreeftjes).

## Soorten
- Healdiacypris acuminata Cooper, 1946 †
- Healdiacypris aperta Pribyl, 1962 †
- Healdiacypris devonica Egorova, 1966 †
- Healdiacypris egorovae (Tschigova, 1958) Coen, Michiels & Parisse, 1988 †
- Healdiacypris insignis Pribyl, 1962 †
- Healdiacypris inversa (Rome, 1971) Coen, Michiels & Parisse, 1988 †
- Healdiacypris perplexa Bradfield, 1935 †
- Healdiacypris speciosa Pribyl, 1962 †
- Healdiacypris subtriangularis Coryell & Rozanski, 1942 †
- Healdiacypris wabamunensis Lethiers, 1981 †